# あさくさFM
あさくさFM（あさくさエフエム）は、東京都台東区浅草にあったミニFMである。

## 概要
2008年（平成20年）8月1日開局。
運営は株式会社花やしきで、浅草花やしき内にスタジオを置く。
「浅草発世界行き」をキャッチフレーズに、浅草に縁のある著名人や併設されているあさくさFMアナウンス講座受講生、花やしきアクターズスタジオや花やしき少女歌劇団などの番組を送信してきた。
微弱無線局であることをカバーするため、公式ウェブサイトの「番組紹介＆WEBラジオ」 で生放送はStickamにより動画つきで、その他の外部制作番組以外はポッドキャストにより聴取できた。
11月1日よりラヂオつくばへ生放送以外の10本の番組提供を開始。
2010年（平成22年）から東京スカイツリー開業を機に周辺の下町を紹介する東京スカイコミュとも連動企画 を繰り広げてきた。
2016年（平成28年）6月30日終了。これに先立ち6月22日に録音番組の園内放送の更新を、29日にウェブ放送の更新を終了。

## 番組
終了時、2015年4月1日 より
| 時間帯      | 月曜                                         | 火曜                                         | 水曜                                         | 木曜                                         | 金曜                                         | 土曜                                         | 日曜                          |
| ----------- | -------------------------------------------- | -------------------------------------------- | -------------------------------------------- | -------------------------------------------- | -------------------------------------------- | -------------------------------------------- | ----------------------------- |
| 11:00-12:00 |                                              |                                              |                                              |                                              |                                              |                                              | 生放送 花スタ(仮)             |
| 12:00-12:30 | 生放送 花スタ(仮)                            |                                              | 生放送 花スタ(仮)                            | 生放送 花スタ(仮)                            |                                              |                                              | 花やしき少女歌劇団です！      |
| 12:00-12:30 | 生放送 花スタ(仮)                            | Dr.CacoとセラピストRicaの 「心の冷え症外来」 | 生放送 花スタ(仮)                            | 生放送 花スタ(仮)                            |                                              |                                              |                               |
| 12:30-13:00 | 生放送 花スタ(仮)                            | 亀田秀次の君にありがとう                     | 生放送 花スタ(仮)                            | 生放送 花スタ(仮)                            |                                              |                                              |                               |
| 13:00-13:30 | 和泉流宗家の 浅草ラジオの会                  | 花やしき少女歌劇団です！                     | 松鶴家千とせの輪                             | 安倍里葎子物語 〜いつでも青春                | 花やしき少女歌劇団です！                     | 和泉流宗家の 浅草ラジオの会                  | 和泉流宗家の 浅草ラジオの会   |
| 13:00-13:30 | 和泉流宗家の 浅草ラジオの会                  | Dr.CacoとセラピストRicaの 「心の冷え症外来」 | 松鶴家千とせの輪                             | 安倍里葎子物語 〜いつでも青春                | 声優ボヤッキーズ                             | 和泉流宗家の 浅草ラジオの会                  | 和泉流宗家の 浅草ラジオの会   |
| 13:30-14:00 | みんかよたいむ                               | 亀田秀次の君にありがとう                     | 夢と希望                                     | バーねもの酒に聞く                           | あさくさＦＭ アンコール１                    | みんかよたいむ                               | みんかよたいむ                |
| 14:00-14:30 | 花やしき少女歌劇団です！                     | 和泉流宗家の 浅草ラジオの会                  | 花やしき少女歌劇団です！                     | 松鶴家千とせの輪                             | 安倍里葎子物語 〜いつでも青春                | 花やしき少女歌劇団です！                     | 花やしき少女歌劇団です！      |
| 14:00-14:30 | 声優ボヤッキーズ                             | 和泉流宗家の 浅草ラジオの会                  | Dr.CacoとセラピストRicaの 「心の冷え症外来」 | 松鶴家千とせの輪                             | 安倍里葎子物語 〜いつでも青春                | 声優ボヤッキーズ                             | 声優ボヤッキーズ              |
| 14:30-15:00 | あさくさＦＭ アンコール１                    | みんかよたいむ                               | 亀田秀次の君にありがとう                     | 夢と希望                                     | バーねもの酒に聞く                           | あさくさＦＭ アンコール１                    | あさくさＦＭ アンコール１     |
| 15:00-15:30 | 安倍里葎子物語 〜いつでも青春                | 花やしき少女歌劇団です！                     | 和泉流宗家の 浅草ラジオの会                  | 花やしき少女歌劇団です！                     | 松鶴家千とせの輪                             | 安倍里葎子物語 〜いつでも青春                | 安倍里葎子物語 〜いつでも青春 |
| 15:00-15:30 | 安倍里葎子物語 〜いつでも青春                | 声優ボヤッキーズ                             | 和泉流宗家の 浅草ラジオの会                  | Dr.CacoとセラピストRicaの 「心の冷え症外来」 | 松鶴家千とせの輪                             | 安倍里葎子物語 〜いつでも青春                | 安倍里葎子物語 〜いつでも青春 |
| 15:30-16:00 | バーねもの酒に聞く                           | あさくさＦＭ アンコール１                    | みんかよたいむ                               | 亀田秀次の君にありがとう                     | 夢と希望                                     | バーねもの酒に聞く                           | バーねもの酒に聞く            |
| 16:00-16:30 | 松鶴家千とせの輪                             | 安倍里葎子物語 〜いつでも青春                | 花やしき少女歌劇団です！                     | 和泉流宗家の 浅草ラジオの会                  | 花やしき少女歌劇団です！                     | 松鶴家千とせの輪                             | 松鶴家千とせの輪              |
| 16:00-16:30 | 松鶴家千とせの輪                             | 安倍里葎子物語 〜いつでも青春                | 声優ボヤッキーズ                             | 和泉流宗家の 浅草ラジオの会                  | Dr.CacoとセラピストRicaの 「心の冷え症外来」 | 松鶴家千とせの輪                             | 松鶴家千とせの輪              |
| 16:30-17:00 | 夢と希望                                     | バーねもの酒に聞く                           | あさくさＦＭ アンコール１                    | みんかよたいむ                               | 亀田秀次の君にありがとう                     | 夢と希望                                     | 夢と希望                      |
| 17:00-17:30 | 花やしき少女歌劇団です！                     | 松鶴家千とせの輪                             | 安倍里葎子物語 〜いつでも青春                | 花やしき少女歌劇団です！                     | 和泉流宗家の 浅草ラジオの会                  | 花やしき少女歌劇団です！                     | 亀田秀次の君にありがとう      |
| 17:00-17:30 | Dr.CacoとセラピストRicaの 「心の冷え症外来」 | 松鶴家千とせの輪                             | 安倍里葎子物語 〜いつでも青春                | 声優ボヤッキーズ                             | 和泉流宗家の 浅草ラジオの会                  | Dr.CacoとセラピストRicaの 「心の冷え症外来」 | 亀田秀次の君にありがとう      |
| 17:30-18:00 | 亀田秀次の君にありがとう                     | 夢と希望                                     | バーねもの酒に聞く                           | あさくさＦＭ アンコール１                    | みんかよたいむ                               | 亀田秀次の君にありがとう                     | 和泉流宗家の 浅草ラジオの会   |
| 18:00-19:00 |                                              |                                              |                                              |                                              |                                              | 山本敏太郎の日本大好き                       |                               |